# Badiucao
Badiucao (zjednodušená čínština: 巴丢草; tradiční čínština: 巴丟草; pchin-jin: Bādiūcǎo; narozen 1986, Šanghaj) je čínský politický karikaturista, umělec a lidskoprávní aktivista žijící v Austrálii. Je považován za jednoho z nejplodnějších a nejznámějších čínských politických karikaturistů, který prostřednictvím svého twitterového účtu @badiucao přímo napadá cenzuru a diktaturu v Číně. Pseudonym přijal kvůli ochraně své identity, ale čínská vláda od roku 2018 jeho pravou identitu zná. Vzhledem k opakovaným výhrůžkám členům jeho rodiny se Badiucao rozhodl odhalit svou pravou identitu 4. června 2019, v den výročí masakru na náměstí Nebeského klidu, při představení dokumentárního filmu China’s Artful Disident / Čínský umělec v exilu.

## Život
Badiucao se narodil roku 1986 v Šanghaji. Jeho prastrýc i dědeček z otcovy strany patřili k první generaci čínských filmařů. Dědeček byl po nástupu komunistů k moci během čistek proti intelektuálům poslán na trestní farmu laogai v Čching-chaji, kde nakonec zemřel hlady ve 40 letech. Také prastrýc čelil politickým perzekucím kvůli svým filmům a nakonec spáchal sebevraždu - utopil se v řece. O několik let později zemřela v chudobě na čínský Nový rok i babička a jeho otec se stal sirotkem. Otce vychovali sousedé, ale kvůli rodinným vazbám mu bylo odepřeno univerzitní vzdělání.
Badiucao studoval práva na Východočínské univerzitě politických věd a práva. V Číně se svými spolužáky roku 2007 náhodou zhlédl tajně natočený dokument o masakru na náměstí Nebeského klidu, který byl ukryt v pirátském vydání tchajwanské komedie. V té době začal kreslit komiksy a poprvé narazil na cenzuru. V roce 2009 se přestěhoval do Austrálie a několik let pracoval v Melbourne jako učitel v mateřské škole. Krátce po příjezdu do Austrálie bylo pro něj povzbuzením, když jedna malá galerie prodala analogové fotografie, které byly jeho amatérským koníčkem v Číně. Roku 2011, ještě před jakýmkoli formálním uměleckým vzděláním, vytvořil svou první politickou karikaturu, která se týkala tragické srážky vlaků ve Wen-čou v roce 2011. Teprve později využil federální půjčku ke studiu na umělecké škole.
Karikatury zveřejňoval na sociální síti Sina Weibo, ale jeho profil úřady opakovaně smazaly a proto přešel na Twitter. Autor se domnívá, že obrazové sdělení je účinnější než slovní komentář a pro cenzuru v Číně, která užívá umělou inteligenci k identifikaci textů v nichž jsou zakázané výrazy, je obrázek nesoucí politický obsah obtížněji identifikovatelný. Své názory písemně vyjadřuje na Sina Weibo a Twitteru a dalších sociálních médiích, přispívá rodinám politických vězňů a podepisuje petice za zastavení sebeupalování v Tibetu.
Podle rozhovoru z roku 2013 Badiucao v té době obdivoval tři další čínské politické karikaturisty - Hexie Farm, Rebel Pepper a Kuang Biao. Krátce pracoval v Berlíně jako asistent slavného čínského umělce Aj Wej-weje. Během své emigrace vystupoval pouze se zahaleným obličejem, snažil se nezanechat otisky prstů nebo ukázat jiné charakteristiky rozpoznatelné umělou inteligencí.
V roce 2018 se měla v Hongkongu konat jeho první autorská výstava, ale byla zrušena z "bezpečnostních důvodů" kvůli výhrůžkám čínských úřadů. Těsně před zrušením výstavy zjistil, že čínské úřady znají jeho identitu. Čínská policie zadržela několik členů jeho rodiny a hrozila mu zatčením. Během natáčení dokumentu Čínský umělec v exilu se proto rozhodl odhalit svou tvář. Protože jeho rodiče žijí také v Austrálii, předpokládal že veřejným odhalením své totožnosti sníží tlak na příbuzné v Číně, kteří již nemají možnost ho ovlivnit, a veřejný profil mu může pomoci chránit se před případnou budoucí odvetou režimu.
Roku 2019 obdržel the Robert Russell Courage in Cartooning Award - ocenění udělované organizací Cartoonists Rights Network International.
Roku 2021 se osobně angažoval v kampani proti genocidě Ujgurů v Číně. Kontaktoval ho hráč NBA Enes Kanter Freedom, pro kterého vytvořil originální design bot, kde se postava Supermana nesoucí na prsou znak Východního Turkestánu osvobozuje z okovů, řetězů a ostnatého drátu.
Čínské úřady se pokoušejí ovlivňovat aktivity Badiucaa i v zahraničí. V roce 2019 byla jeho plánovaná beseda o uměleckém aktivismu s hongkongskou hudebnicí a aktivistkou Denise Ho v Národní galerii Victoria v Melbourne galerií zamítnuta z "bezpečnostních důvodů". Před otevřením jeho výstavy MADe IN CHINA (se zdůrazněním anglického slova Mad, tedy "šílený") v pražské galerii DOX v květnu 2022 telefonovala pracovnice kulturního oddělení čínského velvyslanectví Hao Hong kurátorce a požadovala zrušení výstavy, která se "dotýká čínských citů a významně poškodí vztahy mezi oběma zeměmi." Podobné varování obdržel z čínského velvyslanectví i ministr zahraničí Jan Lipavský. Ministr se zúčastnil vernisáže a doporučil ať si "výstavu každý přijde prohlédnout a udělá si vlastní názor - žijeme ve svobodné společnosti."
Rodinní příslušníci Badiucaa žijící v Číně čelí opakované šikaně ze strany policie, přestože s ním neudržují kontakt. Samotný umělec dostává denně výhrůžky smrtí na sociálních sítích a čínští agenti žijící v Austrálii ho sledují a někteří mu vyhrožují fyzickým násilím.

## Výtvarný styl
Badiucao využívá vizuální jazyk „socialistické pop kultury“, napodobuje její grafický styl, barevnost a tóny a sarkasticky ji komentuje. Často manipuluje s archetypálními obrazy převzatými z propagandy komunistické strany a na jejich základě vytváří komickou nadsázku a humor karikatur k dekonstrukci arogance a autority čínské diktatury. Používá převážně černou a červenou, které jsou pro něj skutečnými barvami Číny - "Červená je krev, strach a násilí. Černá je železo, mrazivé noci, deprese, zoufalství a tiché kouty. Je to látkový roubík zakrývající výkřiky. Země je jako obří mlýnek na maso, vrstva čerstvé krve pokrývá vrstvu zoufalství, nové zoufalství pokrývá vrstvu čerstvé krve, znovu a znovu."
Největší stylistický vliv na jeho práci měla německá grafička a sochařka Käthe Kollwitz a díla z "černého období" Francisca Josého de Goyi. Pro pochopení reality současné Číny byly pro Badiucaa nejdůležitější osobní zkušenost, občanská investigativní práce a umělecké dílo Aj Wej-weje. Mezi literárními vlivy uvádí dílo zesnulého čínského spisovatele Shi Tieshenga "Poznámky o principech" (Notes on Principles) a ze zahraniční literatury "Jan Kryštof" Romaina Rollanda a "Hrabě Monte Christo" Alexandra Dumase.
Jeho díla byla použita nebo publikována organizacemi Amnesty International, Freedom House, BBC, CNN a China Digital Times a publikována v denících The New York Times nebo Guardian. Jeho hlavním vyjadřovacím prostředkem jsou karikatury a plakáty a kromě malby a kresby vytváří také umělecké in situ instalace, videa nebo světelné poutače. Pro své street artové malby a aktivismus je přezdíván „čínský Banksy“.
V rozhovoru z počátku roku 2016 uvedl, že "karikatury a portréty mohou vytvořit jednotný vizuální symbol, který může pomoci šířit poselství a přitáhnout trvalou pozornost, aby se vytvořil tlak veřejného mínění. Tento tlak může zlepšit situaci vězněných a také utěšit rodinné příslušníky pronásledovaných".
Ze svých prací si nejvíce cení obraz Liou Siao-poa a Liou Sia, který se díky jednoduchosti linií, snadné čitelnosti symbolů a možnosti volně ho stáhnout a vytisknout rychle rozšířil po celém světě.

## Politický aktivismus
Badiucao často rychle reaguje na důležité zprávy a události týkající se pevninské Číny, Tchaj-wanu a čínské diaspory nebo autoritářských zemí jako je Írán, ale vytvořil i díla reagující na ruskou invazi na Ukrajinu.
V reakci na jmenování Kathy Chen, která se hlásí k Čínské lidové armádě, do čela Twitteru v Číně, Badiucao nakreslil logo čínského Twitteru - ptáka nabodnutého na žlutou hvězdu z čínské vlajky.
Badiucao podpořil i další umělce a disidenty. V roce 2013, v reakci na znásilnění šesti studentů ředitelem školy a místním úředníkem v Číně, zveřejnila profesorka Ai Xiaoming, nositelka Simone de Beauvoir prize for women's freedom z univerzity Sun Yat-sen na Twitteru svůj obrázek nahoře bez, s nůžkami v ruce a nápisem nad ňadry: "Sežeňte si se mnou pokoj, nechte Ye Haiyan jít", čímž vyjádřila podporu perzekvované feministické aktivistce Ye Haiyan. V reakci na to Badiucao vytvořil vlastní karikaturu.
Na začátku roku 2016 se sérií uměleckých děl zastal Wu Weie, bývalého vedoucího učitele na univerzitě v Sydney, který odstoupil po incidentu, v němž ho někteří studenti z pevninské Číny obvinili z protičínských postojů. Badiucao vytvořil plakát s motivem "Čínský Velký Bratr Tě sleduje i v Austrálii". Wu Wei použil označení liuxuetun (留学豚) - "international student pigs". Internetoví disidenti kooptovali tun jako slangové označení pro guan'erdai, potomky funkcionářů čínské komunistické strany studující v zahraničí.
V květnu 2016 byla nově zvolená tchajwanská prezidentka Cchaj Jing-wen terčem útoku na svůj rodinný stav ze strany vědce působícího v Čínské lidové osvobozenecké armádě Wang Weixinga. Reaguje na něj Badiucaův obraz "Rakovina heterosexuálů", který popisuje otevřenou misogynii a nadřazenost mnoha mužů v Číně.
Poté, co Si Ťin-pching nabádal státní média k loayalitě vůči Komunistické straně Číny, na Badiucaově obrázku vítá Siho skupina opic a hadů, což je narážka na roli médií jako "mluvčího" strany. Čínský výraz znamenající "mluvčí" (喉舌) doslova znamená "hrdlo a jazyk" a je homofonem pro "opičího hada" (猴蛇).
Roku 2018 inicioval na sociálních sítích akci Tankman2018 (Muž před tankem), během které si Číňané po celém světě připomněli osamělého muže, který v roce 1989, vyzbrojen pouze dvěma nákupními taškami, vstoupil před řadu tanků jedoucích potlačit demonstrace na náměstí Nebeského klidu. V červnu 2019, v den 30. výročí masakru na náměstí Nebeského klidu, byl v australské televizi uveden dokumentární film o Badiucaovi - Čínský umělec v exilu (China's Artful Dissident). Film zaznamenal jak Badiucao vylepil v melbournské uličce Hosier Lane velký červený plakát s postavou Tankmana a tankem probodnutým tužkou.
Roku 2020 se zúčastnil festivalu Jeden svět v Praze. V té době reagoval na pandemii covidu-19 sérií plakátů, v nichž odkazoval na smrt whistleblowera dr. Li Wen-lianga (Who is Li Wenliang), které vylepil i v Praze, nebo připomínal, že čínský prezident Si Ťin-pching je přímo odpovědný za masivní rozšíření viru ve světě. Obrázek Badiucaa z roku 2021 naráží na skutečnost, že několik společností, včetně Muji, pravděpodobně nakupuje bavlnu sklízenou ujgurskými vězni v Sin-ťiangu.
Pražská výstava Badiucaa "MADe IN CHINA" v galerii DOX tematizuje porušování lidských práv a masakr studentů na Náměstí nebeského klidu roku 1989, cenzuru uvalenou na čínské občany během pandemie nemoci covid-19 (Wuchanský deník), represe disentu v Myanmaru během vojenského státního převratu v roce 2021, hromadnou detenci Ujgurů v koncentračních táborech, potlačování protestů proti rostoucímu uplatňování moci Číny v Hongkongu i ruskou invazi na Ukrajinu. Zvláštní součástí výstavy je připomínka osudu Liou Sia, vdovy po čínském nositeli Nobelovy ceny Liou Siao-po.

### Výběr z tvorby

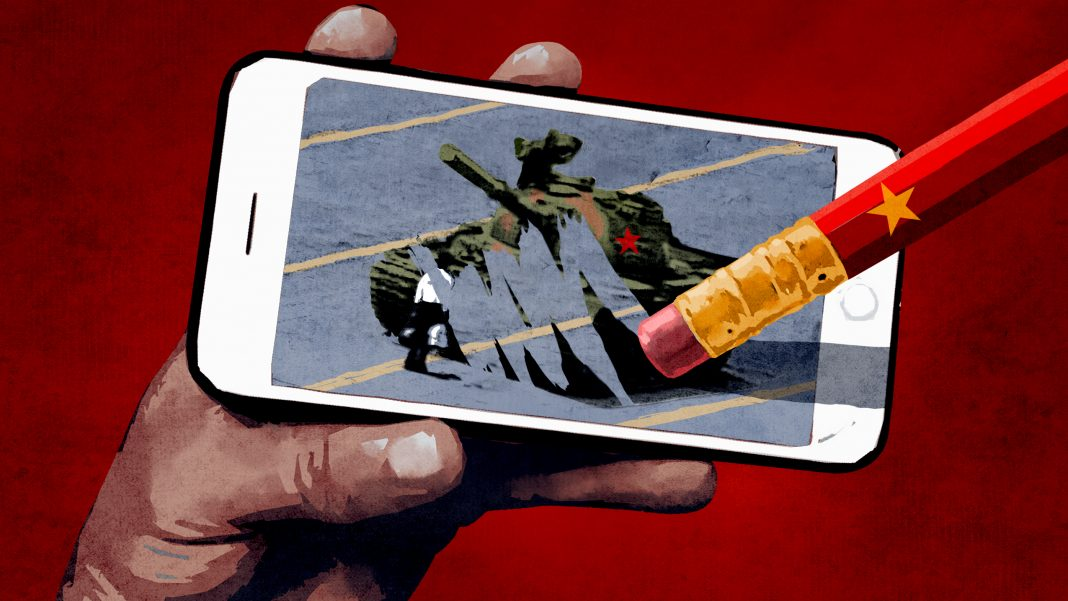
Tank Man Censorship
Lennon Wall Flag

### Ilustrace
- 2014 “阴道昏迷”, ISBN 978-988-13094-0-2
- 2014 “马三家咆哮”, ISBN 9789881309488
- 2015 Covering China from Cyberspace in 2014. China Digital Times Inc. (obálka), ISBN 978-0-9898243-3-0
- 2016 “Watching Big Brother: Political Cartoons by Badiucao.”, China Digital Times (eBook)

### Výstavy (výběr)
- 2015 Je ris donc je suis pas terrorist (Je me fais Hara-Kiri) pour Charlie Hebdo, Trieste, Italy
- 2015 Parriastes: The Cutting Edge of Truth, Aluna Art Foundation , Miami, USA
- 2016 SALA in the Square, SALA, Adelaide, AUS
- 2016 Divine Interventions, Nexus Art, Adelaide, AUS
- 2017 Home Thoughts from Abroad, Praxis Art Space, Adelaide, AUS
- 2021 Beijing 2022 posters, Miami Beach, USA
- 2021/2022 La Cina (non) è vicina, Museo di Santa Giulia, Brescia, Italy[33]
- 2022 MADe IN CHINA, DOX, Praha[34][35][15][36]
- 2023 Tell China’s Story Well, Ujazdowski Castle Centre for Contemporary Art, Jazdów 2, 00-467 Warszawa[37]

### Dokumenty
- 2019 Danny Ben-Moshe: Čínský umělec v exilu (China's Artful Dissident), Identity Films (Australia), Austrálie, Čína, Francie, USA, 57 min.[38][39]

## Ocenění
- 2019 The Russell Prize for Courage awarded by the NGO Cartoonists Rights Network International[1][10]
- 2020 Cena Václava Havla za kreativní disent, Florida, USA[40]